# Lijst van nummer 1-hits in de Nederlandse iTunes Top 30 in 2010
Deze hits stonden in 2010 op nummer 1 in de Nederlandse iTunes Top 30:
| Nummer | Datum        | Artiest                       | Titel                          |
| ------ | ------------ | ----------------------------- | ------------------------------ |
| 1      | 4 september  | Mohombi                       | Bumpy ride                     |
| 2      | 11 september | Ricky L & M:ck                | Born again (Balearic soul mix) |
|        | 18 september | Ricky L & M:ck                | Born again (Balearic soul mix) |
|        | 25 september | Ricky L & M:ck                | Born again (Balearic soul mix) |
| 3      | 2 oktober    | Bruno Mars                    | Just the way you are           |
| 4      | 9 oktober    | Hero                          | Toen ik je zag                 |
|        | 16 oktober   | Hero                          | Toen ik je zag                 |
| 3      | 23 oktober   | Bruno Mars                    | Just the way you are           |
| 5      | 30 oktober   | Marco Borsato                 | Waterkant                      |
| 6      | 6 november   | Duck Sauce                    | Barbra Streisand               |
|        | 13 november  | Duck Sauce                    | Barbra Streisand               |
|        | 20 november  | Duck Sauce                    | Barbra Streisand               |
| 7      | 27 november  | Lange Frans & Thé Lau         | Zing voor me                   |
| 8      | 4 december   | Ben Saunders                  | If you don't know me by now    |
| 9      | 11 december  | Adele                         | Rolling in the deep            |
| 10     | 18 december  | Ben Saunders                  | When a man loves a woman       |
|        | 25 december  | geen iTunes Top 30 verschenen | geen iTunes Top 30 verschenen  |

Nummer 1-hits per jaar:
2010 ·
2011 ·
2012 ·
2013 ·
2014 ·
2015
- Nederland (Top 40)
- Nederland (Single Top 100)
- Nederland (3FM Mega Top 50)
- Nederland (iTunes Top 30)
- Nederland (Kink 40)
- Vlaanderen (Radio 2 Top 30)
- Vlaanderen (Ultratop 50)
- Vlaanderen (Top 30 van Ultratop)
- Vlaanderen (De Afrekening)
- Wallonië
- Australië
- Canada
- Denemarken
- Duitsland
- Finland
- Frankrijk
- Ierland
- Italië
- Luxemburg
- Nieuw-Zeeland
- Noorwegen
- Oostenrijk
- Polen
- Portugal
- Spanje
- Verenigd Koninkrijk
- Verenigde Staten (Hot 100)
- Zweden
- Zwitserland